# Lécera
Lécera település Spanyolországban,  Zaragoza tartományban. Lécera Belchite, Híjar, Albalate del Arzobispo, Muniesa, Moneva, Letux és Almonacid de la Cuba községekkel határos. Lakosainak száma 599 fő (2024).

## Népesség
A település népessége az utóbbi években az alábbiak szerint változott:
| Lakosok száma | 828  | 777  | 736  | 732  | 757  | 730  | 687  | 633  | 634  | 599  |
|               | 2001 | 2004 | 2007 | 2009 | 2012 | 2014 | 2017 | 2019 | 2022 | 2024 |